# Stöde kyrka
Stöde kyrka är en kyrkobyggnad i Stöde. Den är församlingskyrka i Stöde församling i Härnösands stift.

## Kyrkobyggnaden
På samma plats där nuvarande kyrka står uppfördes en liten gråstenskyrka på 1200-talet. Kyrkan hade ett kor smalare än långhuset. Vid slutet av 1600-talet var kyrkan så förfallen att norra väggen och koret visade tecken på att ge vika. Reparationer genomfördes 1694 samt 1699. Behov fanns för en större kyrka och 1757 revs den gamla kyrkan. Samtidigt revs stora delar av kyrkogårdsmuren. Åren 1757–1759 uppfördes en avlång åttakantig kyrka av tegel. Bygget genomfördes på åtta veckor och leddes av byggmästaren Olof Romberg som även gjorde ritningarna. Åren 1819–1824 revs innertakets valv och ersattes av ett trätunnvalv. Ombyggnader ägde rum år 1881 då en klockstapel från 1600-talet revs och ersattes med ett torn i öster. En ny sakristia inhystes i tornets bottenvåning. Vid samma ombyggnad gjordes kyrkans fönster rundbågiga och två fönster togs upp på vardera långhusväggen.

## Inventarier
- Dopfunten är av gotländsk kalksten och har reliefskulpturer. Funten tillverkades omkring år 1200.
- Triumfkrucifixet är från 1300-talet.
- På norra långväggen hänger två träskulpturer utförda omkring 1500-talets början av Haaken Gullesons ateljéer. Skulpturerna är Anna själv tredje samt barmhärtighetens moder.
- På södra långhusväggen hänger två träskulpturer föreställande S:t Olof och S:t Mikael.
- Altaruppsatsen i rokokostil tillverkades 1763 av Johan Edler den äldre. Altartavlan målades samma år av Carl Hofverberg.
- Predikstolen kom till Stöde 1759 och fanns tidigare i Sundsvall. Den har flera snidade figurer och är tillverkad av snickaren Nils Nilsson.
- En ljuskrona är smidd på 1300-talet.

### Orgel
- 1852 byggdes en orgel med 8 stämmor, manual och bihängd pedal av Johan Gustaf Ek, Torpshammar.
- 1936 byggdes en ny orgel av E A Setterquist & Son, Örebro med 18 stämmor två manualer och pedal.
- Den nuvarande orgeln byggdes 1958 av Gerhard Schmid, Kaufbeuren, Tyskland. Orgelns fasad är från 1852 års orgel. Orgeln har elektrisk registratur. Elektropneumatisk traktur och rooseveltlådor från 1936 används av huvudverk, svällverk och pedal. Bröstverket har mekanisk traktur och slejflådor. Orgeln har två fria kombinationer, tutti register och ett tonomfång på 56/30.

| Huvudverk I       | Bröstverk II         | Svällverk III          | Pedal                  | Koppel |
| Gedacktpommer 16' | Spetsflöjt 8'        | Gemshorn 8'            | Subbas 16´             | I/P    |
| Principal 8´      | Kvintadena 8'        | Rörflöjt 8'            | Oktavbas 8'            | II/P   |
| Gedackt 8´        | Blockflöjt 4'        | Italiensk Principal 4' | Flöjtbas 8'            | III/P  |
| Oktava 4'         | Principal 2'         | Nasat 2 2/3'           | Koralbas 4'            | II/I   |
| Flöjt 4'          | Sifflöjt 1-1 1/3'    | Waldflöjt 2'           | Rohrpfeife 2'          | III/I  |
| Pommer 2'         | Sept-Cymbel III 1/2' | Ters 1 3/5'            | Rauschkvint III 2 2/3' | III/II |
| Mixtur V 1 1/3'   | Regal 8'             | Krumhorn 8'            | Skalmeja 4'            |        |
| Trumpet 8'        | Tremulant            | Crescendosvällare      |                        |        |
|                   | Crescendosvällare    |                        |                        |        |

## Bildgalleri

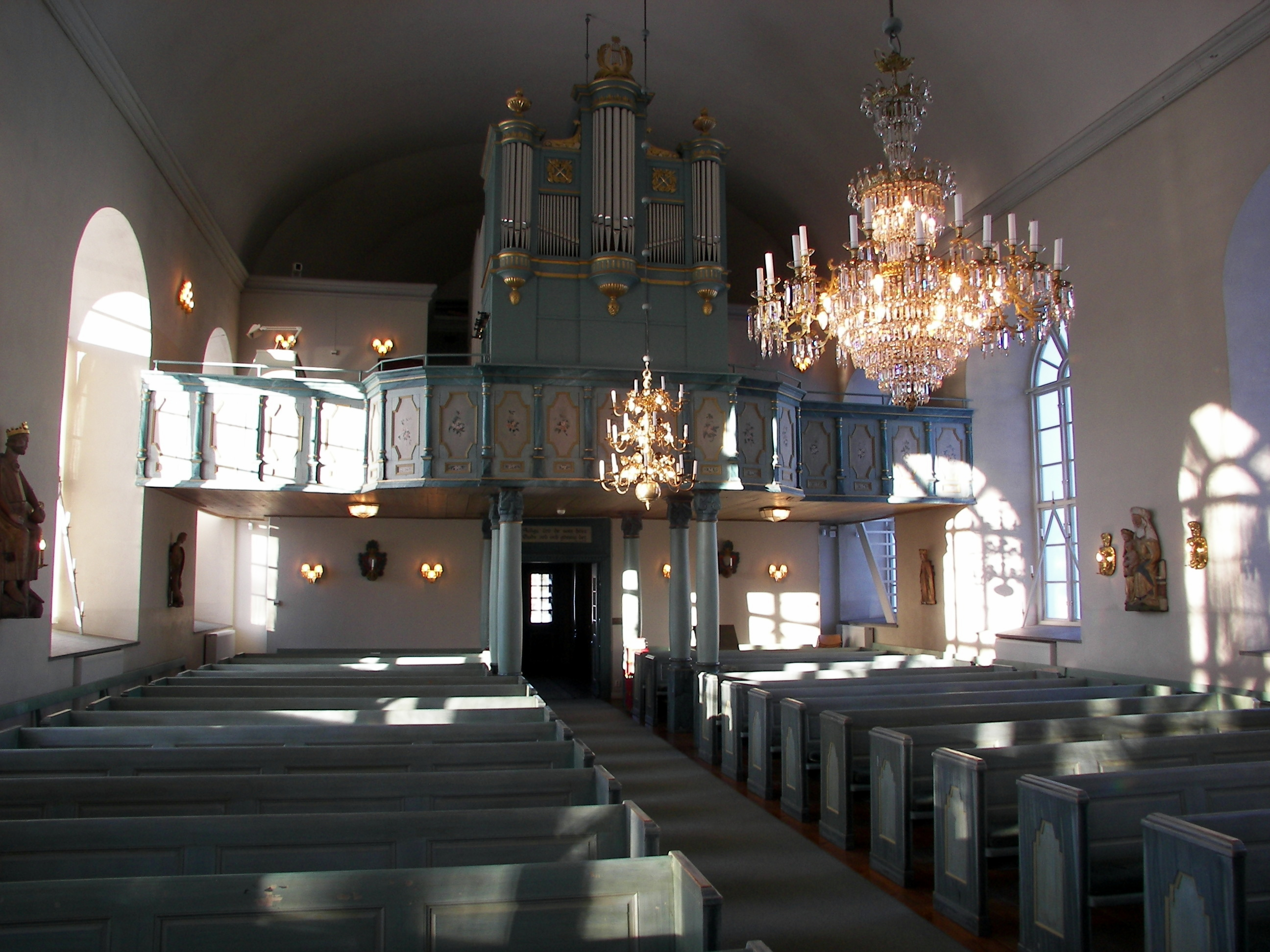
Kyrkorum mot väster
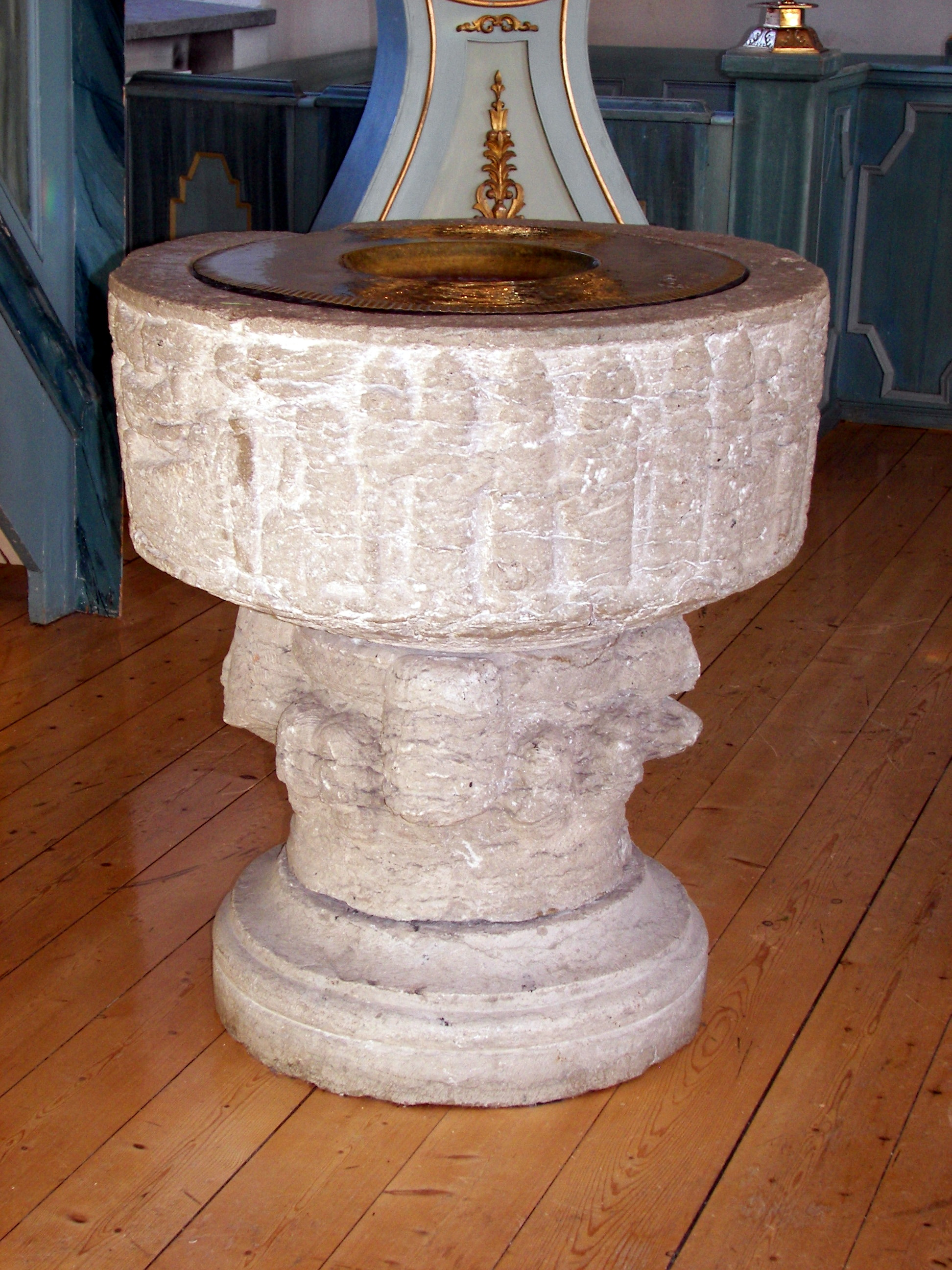
Dopfunt
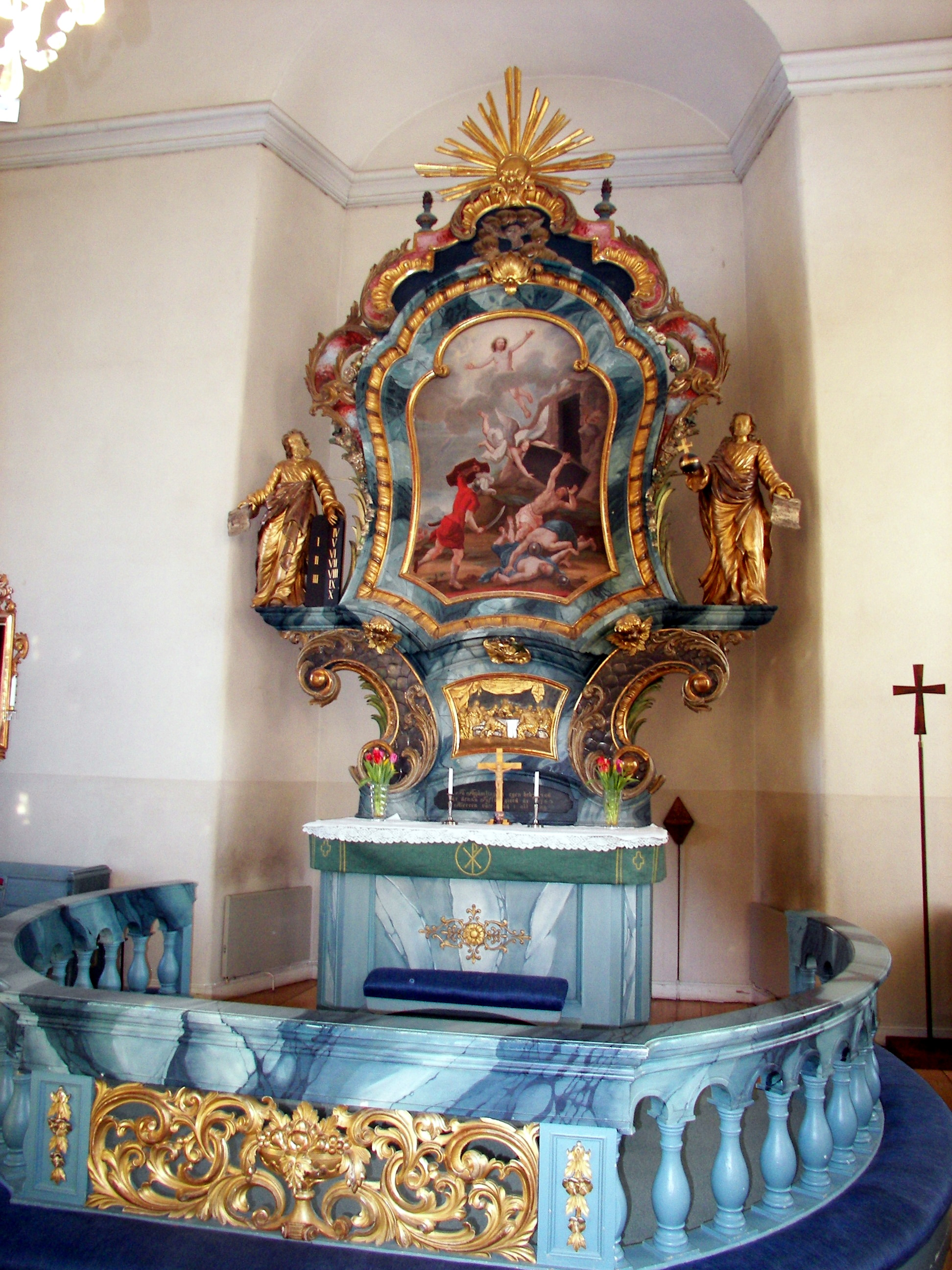
Altaruppsats
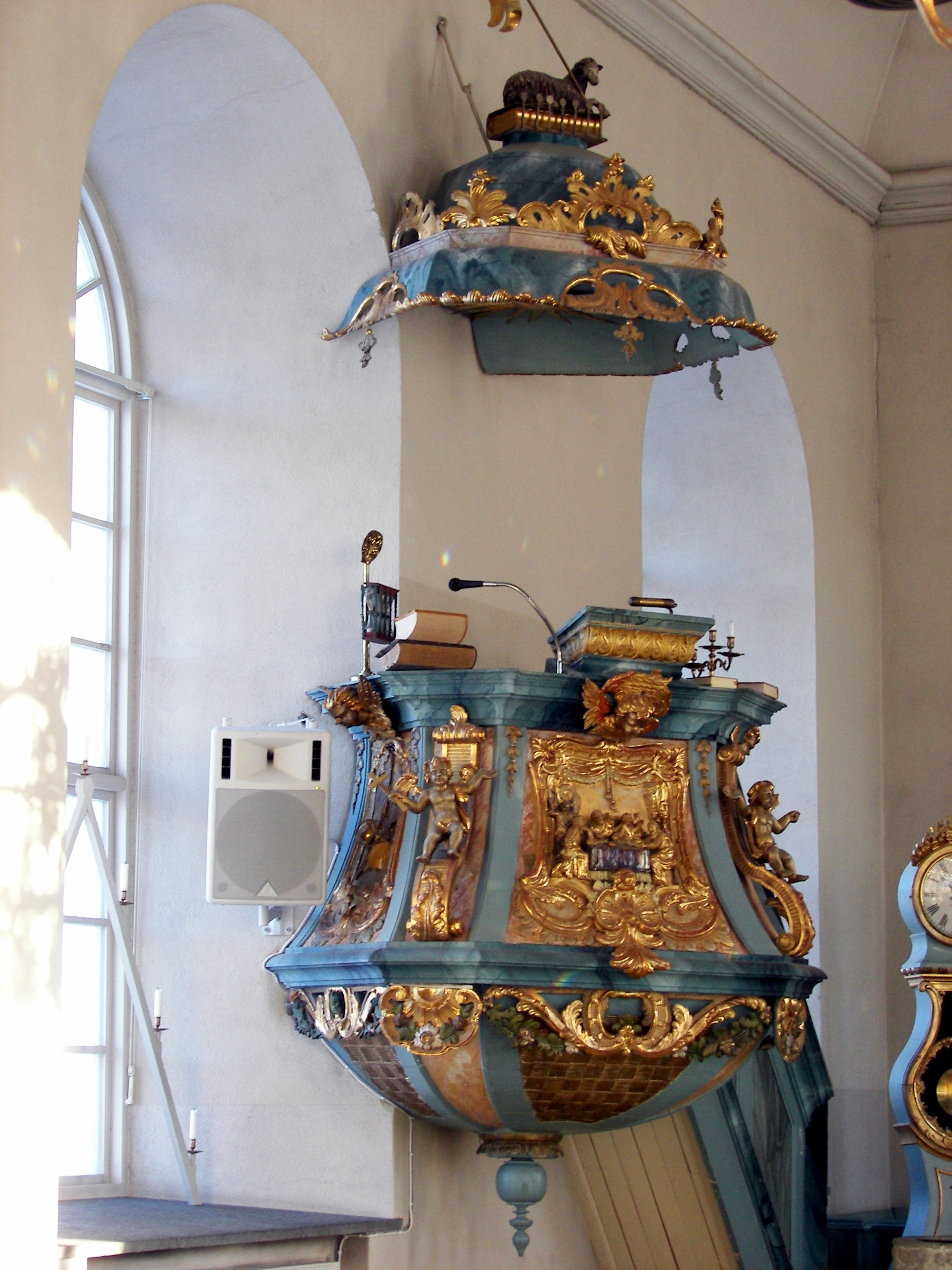
Predikstol

### Webbkällor
- Bodil Mascher: Invändig ombyggnad i Stöde kyrka, Rapportnummer 2008:7, Länsmuseet Västernorrland
- Utvändig restaurering av Stöde kyrka, Kulturmiljöavdelningens rapport nr 2003:21, Länsmuseet Västernorrland
- Härnösands Stifts Herdaminne av L. Bygdén

### Fotnoter
1. ↑  ”Stöde kyrka”. Riksantikvarieämbetet. http://www.bebyggelseregistret.raa.se/bbr2/byggnad/visaRelationer.raa;jsessionid=7FF80294691E374EFD0EB24B6AD56E24?byggnadId=21400000444176&page=relationer. Läst 25 januari 2015.